# Météorographe
Un météographe ou météorographe est un instrument enregistrant simultanément plusieurs éléments météorologiques sur le même diagramme. Il peut donc remplacer plusieurs autres instruments d'enregistrement individuel, comme le barographe, en les combinant. Ceci était particulièrement important dans le cas des mesures prises par un ballon-sonde avant l'avènement des radiosondages. Le poids était un élément à minimiser et les données de température, de pression et d’humidité prises lors du vol étaient recueillies seulement lors de la récupération du ballon. 

## Types
Un thermo-hygrographe est un type de météographe toujours utilisé dans les stations météorologiques pour enregistrer la température et l'humidité. 
L’aérographe ou aérométéorographe est un météographe utilisé pour les mesures en altitude.
En 1860, M. Salleron présente au dépôt de la Marine à Paris un météorographe électrique.
Angelo Secchi, directeur de l'Observatoire de Rome, présente à l'Exposition Universelle de Paris de 1867 un météorographe enregistreur de courbes de température, de pression atmosphérique, de précipitation (quantité de pluie, heures), de force du vent et d’humidité relative de l'air.